# Крейг, Уильям (пловец)
Уильям Норвел Крейг (англ. William Norval Craig; 16 января 1945, Калвер-Сити, Калифорния, США — 1 января 2017, Ньюпорт-Бич, Калифорния, США) — американский пловец, чемпион летних Олимпийских игр в Токио (1964).

## Биография
В 1967 г. окончил Университет Южной Калифорнии, выступал за студенческий клуб USC Trojans. Выиграл три титула Ассоциации американских университетов (AAU) и три титула Национальной ассоциации студенческого спорта (NCAA).
В составе эстафеты 4×100 м стал победителем Панамериканских игр в бразильском Сан-Паулу (1963).
На летних Олимпийских играх в Токио (1964) завоевал золотую медаль в мужской эстафете 4х100 метров, выступал на этапе брассистов.
По завершении спортивной карьеры владел рестораном Billy’s at the Beach в Ньюпорт-Бич, штат Калифорния, также работал в финансовой и преподавательской сферах.